# Списак епизода серије Брац
Брац је америчка анимирана телевизијска серија која се темељи на истоименој линији лутака. Емитовао је Fox од 10. септембра 2005. до 26. фебруара 2008. године. У Србији су је емитовали Б92 и Ултра од 2006. до 2009. године.

## Преглед серије
| Сезона | Сезона    | Епизоде | Оригинално емитовање | Оригинално емитовање |
| Сезона | Сезона    | Епизоде | Премијера            | Финале               |
| ------ | --------- | ------- | -------------------- | -------------------- |
|        | Специјали | 3       | 4. октобар 2004.     | 9. октобар 2006.     |
|        | 1.        | 23      | 10. септембар 2005.  | 14. октобар 2006.    |
|        | 2.        | 17      | 4. фебруар 2008.     | 26. фебруар 2008.    |